# Better Together
Better Together é uma canção do músico norte-americano Jack Johnson. A canção é a primeira faixa do álbum In Between Dreams, lançado em fevereiro de 2005. "Better Together" foi lançado como single em janeiro de 2006. A canção chegou a posição #24 no Reino Unido. Nos Estados Unidos, uma versão ao vivo do álbum En Concert foi lançado como single em 2009, chegando a posição #23 na Mediabase Triple A.

## Paradas de musicais
| Paradas                          | Melhor posição |
| -------------------------------- | -------------- |
| Irlanda (IRMA)                   | 72             |
| UK Singles Chart                 | 24             |
| Mediabase Triple A (versão 2009) | 22             |